# 徐燕蓀

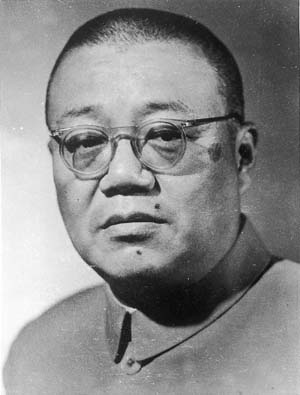
徐燕蓀

徐燕蓀（1899年9月20日—1961年11月3日），原名徐存昭，別名徐操，字燕荪，以字行，号霜红楼主、霜红龛主、中秋生，斋号霜红楼、寒水堂、归燕楼等，祖籍河北深縣，生長於北京，中國畫家，原北京中國畫院副院長。

## 生平
徐燕蓀兩歲喪母，由祖母慶氏撫養。15歲時，他考入求實中學。1920年以首批會員身份加入中國畫學研究會。先後在北平大學藝術學院、北京京華美專任教，培養出眾多知名畫家。

## 外部鏈接
- 徐燕荪与连环画艺术[永久]
- 张大千与徐燕荪、于非闇的笔讼